# Bejonésu Recugan
Bejonésu Recugan (japonsky ベヨネース列岩, anglicky Bayonnaise Rocks) jsou ostrovy v Pacifiku, které jsou součástí souostroví Izu a leží asi 450 km jižně od Tokia. Jde o nadmořské zbytky okraje rozlehlé podmořské kaldery (9 km průměr) v postkalderovém stádiu aktivity s lávovým dómem Mjódžin-So, nacházejícím se na severovýchodním okraji kaldery. Ten je původcem většiny erupcí, pozorovaných v 19. a 20. století. Erupce v roce 1952 si vyžádala i 31 obětí na životech, vše námořníků z lodi Mjódžin Maru.